# Šundži Ókura
Šundži Ókura (大倉 舜二, Ōkura Shunji, 2. května 1937, Ušigome, Tokio – 6. února 2015) byl japonský fotograf.

## Životopis
Byl vnukem malíře Gjokudóa Kawaie. V roce 1958 se stal asistentem fotografa Akira Satóa a od roku 1959 pracuje jako fotograf na volné noze. Působil v celé řadě oborů, jako je portrét, móda, akt, divadelní fotografie Kabuki, kulinářská a dokumentární fotografie. V roce 1972 obdržel cenu Kodansha Publishing Culture Award a výroční cenu Fotografické společnosti Japonska v roce 1987.